# 좀비크러쉬: 헤이리
《좀비크러쉬: 헤이리》는 2021년에 개봉한 대한민국의 영화이다.

## 캐스팅
- 공민정 : 공진선 역
- 이민지 : 민현아 역
- 박소진 : 김가연 역
- 조승구 : 박민구 역
- 김준식 : 김순기 역
- 노진원 : 공무신 역
- 박명신 : 조아영 역
- 배소은 : 리아 역
- 김기리 : 박 대위 역
- 홍윤화 : 깐깐아줌마 역
- 유한솔 : 무술좀비 역
- 송유담 : 사부님 역
- 최백선 : 퀵기사 역
- 조훈 : 조 순경 역
- 이선민 : 이 순경 역
- 김태우 : 커피공장 주먹남 역
- 권오윤 : 커피공장 얼빵이 역
- 손병일 : 커피공장 모질이 역
- 이동현 : 커피공장 수염벙거지남 역
- 이서윤 : 커피공장 긴생머리녀 역
- 한혜욱 : 커피공장 어리버리남 역
- 장진훈 : 커피공장 조지클루니 역
- 김민숙 : 커피공장 줄리엣 비너쉬 역
- 다은 : 커플녀 역
- 우다온 : 액션스쿨 칼잽이 역
- 윤지수 : 액션스쿨 뱃살 / 덩치좀비 역
- 박효준 : 액션스쿨 죽마 역
- 서재원 : 액션스쿨 고우 역
- 하인석 : 배너좀비 역
- 황세희 : 긴머리좀비 역
- 고지호 : 극악좀비 역
- 임여정 : 여정좀비 역
- 조규준 : 아저씨좀비 / 나무운동 아저씨 / 장군 (목소리) 역
- 오승재 : 과자좀비 역
- 김광호 : 경찰좀비 역
- 김영웅 : 영웅좀비 역
- 노은하 : 은하좀비 역
- 한찬규 : 컹스트좀비 역
- 한민희 : 강아지좀비 역
- 김보성 : 산드라카페 거대좀비 역
- 김정엽 : 산드라카페 날렵좀비역
- 이정훈 : 특수요원들 역
- 홍진혁 : 특수요원들 역
- 황지훈 : 특수요원들 역
- 김성 : 특수요원들 역
- 김규현 : 특수요원들 역
- 닐루파르 무히디노바 : 봄율 콰르텟 역
- 강승현 : 봄율 콰르텟 역
- 이성재 : 봄율 콰르텟 역
- 강희현 : 봄율 콰르텟 역
- 김태영 : 셀카커플남 역
- 손은 : 셀카커플녀 / 쫓기는사람들 역
- 박성호 : 배드민턴남 1 역
- 서강석 : 배드민턴남 2 약
- 김상민 : 보드남 역
- 김정혜 : 보드녀 / 쫓기는사람들 역
- 장현상 : 풍경남 역
- 정가영 : 풍경녀 역
- 조아영 : 쫓기는사람들 / 상담원 (목소리) 역
- 신라라 : 쫓기는사람들 역
- 이시문 : 쫓기는사람들 역
- 고승환 : 좀비무리 역
- 김형근 : 좀비무리 역
- 문상지 : 좀비무리 역
- 이정현 : 좀비무리 역
- 이동민 : 좀비무리 역
- 김채현 : 좀비무리 역
- 이학준 : 좀비무리 역
- 오은석 : 좀비무리 역
- 양태웅 : 좀비무리 역
- 김수빈 : 좀비무리 역
- 이수호 : 좀비무리 역
- 전은주 : 좀비무리 역
- 장민서 : 좀비무리 역
- 최소영 : 좀비무리 역
- 송강현 : 좀비무리 역
- 유보원 : 좀비무리 역
- 노희섭 : 좀비무리 역
- 이유진 : 좀비무리 역
- 김윤정 : 아트센터 하객들 역
- 태미경 : 아트센터 하객들 역
- 신영희 : 아트센터 하객들 역
- 신윤정 : 아트센터 하객들 역
- 정석원 : 아트센터 하객들 역
- 양서정 : 아트센터 하객들 역
- 정준 : 아트센터 하객들 역
- 이종열 : 아트센터 하객들 역
- 박옥선 : 아트센터 하객들 역
- 조재경 : 아트센터 하객들 역
- 유진천 : 아트센터 하객들 역
- 신소영 : 아트센터 하객들 역
- 여지훈 : 아트센터 하객들 역
- 김사라 : 아트센터 하객들 역
- 김종희 : 아트센터 하객들 역
- 김정재 : 아트센터 하객들 역
- 김미란 : 아트센터 하객들 역
- 이정규 : 아트센터 하객들 역
- 박정은 : 아트센터 하객들 역
- 이상현 : 아트센터 하객들 역
- 박진아 : 아트센터 하객들 역
- 서현석 : 아트센터 하객들 역
- 박지현 : 아트센터 하객들 역
- 백수민 : 아트센터 하객들 역
- 김지선 : 아트센터 하객들 역
- 이선희 : 아트센터 하객들 역
- 김효순 : 아트센터 하객들 역
- 한상구 : 아트센터 하객들 역
- 남진애 : 아트센터 하객들 역
- 김재화 (우정출연)
- 정병두 (우정출연)
- 서문호 (우정출연)

## 수상
- 2020년 제24회 부천국제판타스틱영화제 수상 코리안 판타스틱:장편 감독상, 배급지원상 (장현상), 장편 배우상 심사위원 특별언급 (공민지 외 2명)